# Aminoacidopatie
Le aminoacidopatie sono malattie del metabolismo degli amminoacidi di origine ereditaria a trasmissione autosomica recessiva. Ne sono conosciute circa 70.
Tra queste vi sono il:
- pku o fenilchetonuria (o PKU),
- difetto di CPS,
- difetto di OCT,
- difetto di ASAS,
- difetto di ASAL,
- argininemia,
- MSUD,
- omocistinuria,
- tirosinemie (tipo II – III),
- iperglicinemia non chetotica,
- difetto di sintesi della serina,
- aciduria metilmalonica,
- aciduria propionica,

Queste anomalie sono dovute alla mancanza di un enzima indispensabile per la demolizione di amminoacidi, come la fenilanina o l'omocisteina, i quali possono essere presenti nel sangue o nell'urina.
Gli individui colpiti da queste malattie devono sottoporsi a una dieta rigorosa e a basso contenuto dell'amminoacido che comporta la malattia.